# 鎌田拓充
鎌田 拓充（かまた たくみ、男性、1996年7月8日 - ）は、日本の元子役。千葉県我孫子市出身。

## 出演

### テレビドラマ
- 明日があるさ 第8話（2001年6月9日、日本テレビ） - 佐伯ライラ 役
- ランチの女王 第6話（2002年8月5日、フジテレビ） - 水野涼 役
- 私立探偵 濱マイク 第7話（2002年8月12日、読売テレビ）
- よい子の味方 〜新米保育士物語〜 第1話・第3話・第5話・第9話（2003年1月18日・2月1日・15日・3月15日、日本テレビ） - 宮本ケンタ 役
- 女と愛とミステリー 誘拐者の声音”その朝お前は何を見たか（2003年8月13日、テレビ東京）
- あした天気になあれ。 第1話・第2話（2003年10月11日・18日、日本テレビ）
- 月曜ミステリー劇場 長く孤独な誘拐（2004年2月2日、TBS） - 森脇耕平 役
- 相棒 season2 第17話（2004年2月18日、テレビ朝日） - 船村ゆずる 役
- 月曜ミステリー劇場 横山秀夫サスペンス ペルソナの微笑（2004年5月3日、TBS） - 矢代勲（少年時代） 役

### 映画
- 殴者 NAGURIMONO（2005年9月23日公開、ワイズポリシー）

### テレビ番組
- しゃべくり007（2023年3月13日、日本テレビ）

| スタブアイコン | サブスタブ | この項目は、まだ閲覧者の調べものの参照としては役立たない、俳優（男優・女優）に関連した書きかけの項目です。この項目を加筆・訂正などしてくださる協力者を求めています（P:映画/PJ芸能人）。 |